# Gravity (пісня Овіга)
«Gravity» — пісня Овіга Демірчяна для конкурсу  Євробачення 2017 в Києві, Україна. Була виконана в першому півфіналі Євробачення 9 травня та пройшла до фіналу. Перед початком конкурсу, коли кандидатура Овіга Демірчяна вже була заявлена, назва пісні не оголошувалась. Кияни мали змогу почути пісню на відкритих репетиціях. У фіналі, 13 травня, була виконана під номером 19, за результатами голосування отримала від телеглядачів та професійного журі 68 балів, посівши 21 місце.

## Список композицій
| Digital download | Digital download | Digital download |
| #                | Назва            | Тривалість       |
| ---------------- | ---------------- | ---------------- |
| 1.               | «Gravity»        | 2:59             |